# Павле Живковић
Павле Живковић (Београд, 28. јануар 1930. – Београд, 24. децембар 2023.) српски и југословенски је правник, каријерни дипломата СФР Југославије и СР Југославије.

## Биографија
Дипломирао је на Правном факултету Универзитета у Београду. Током студија, бавио се новинарством радећи као сарадник Радио Београда.
Носиоц је Великог крста за заслуге Републике Еквадор и бразилских одликовања Ордена заслуга за националну интеграцију каваљера Сао Паула и Медаље Рондон.

### Дипломатска каријера
У дипломатској служби, провео је 37 година.  У иностранству је радио као:
- Економски аташе у Букурешту, Румунија
- Први секретар и саветник амбасаде у Рио де Жанеиру, Бразил
- Генерални конзул у Сао Паулу, Бразил
- Амбасадор СФРЈ[1] у Еквадору (1988 - 1992)
- Амбасадор СРЈ[2] у Анголи (1993 - 1995)
- Амбасадор СРЈ[3] у Намибији (1994 - 1995)

У земљи је поред осталог био специјални саветник за међународна правна питања, начелник управе, и главни инспектор Министарства спољних послова (тадашњи Савезни секретаријат за иностране послове).
Као члан или шеф делегације учествовао је у више билатералних и мултилатералних преговора и консултација.  Био је члан југословенске делегације на заседањима Генералне скупштине Уједињених нација, ИМЦО-а, ИКАО-а.
Аутор је бројних текстова из међународног јавног права и међународне праксе.

### Лексикографски рад
Након одласка у пензију, бави се лексикографским радом и превођењем.  Аутор је првог лексикографског португалско-српског речника са преко 90.000 речи и израза издатог 2005. године.